# Bataille de Tug Argan

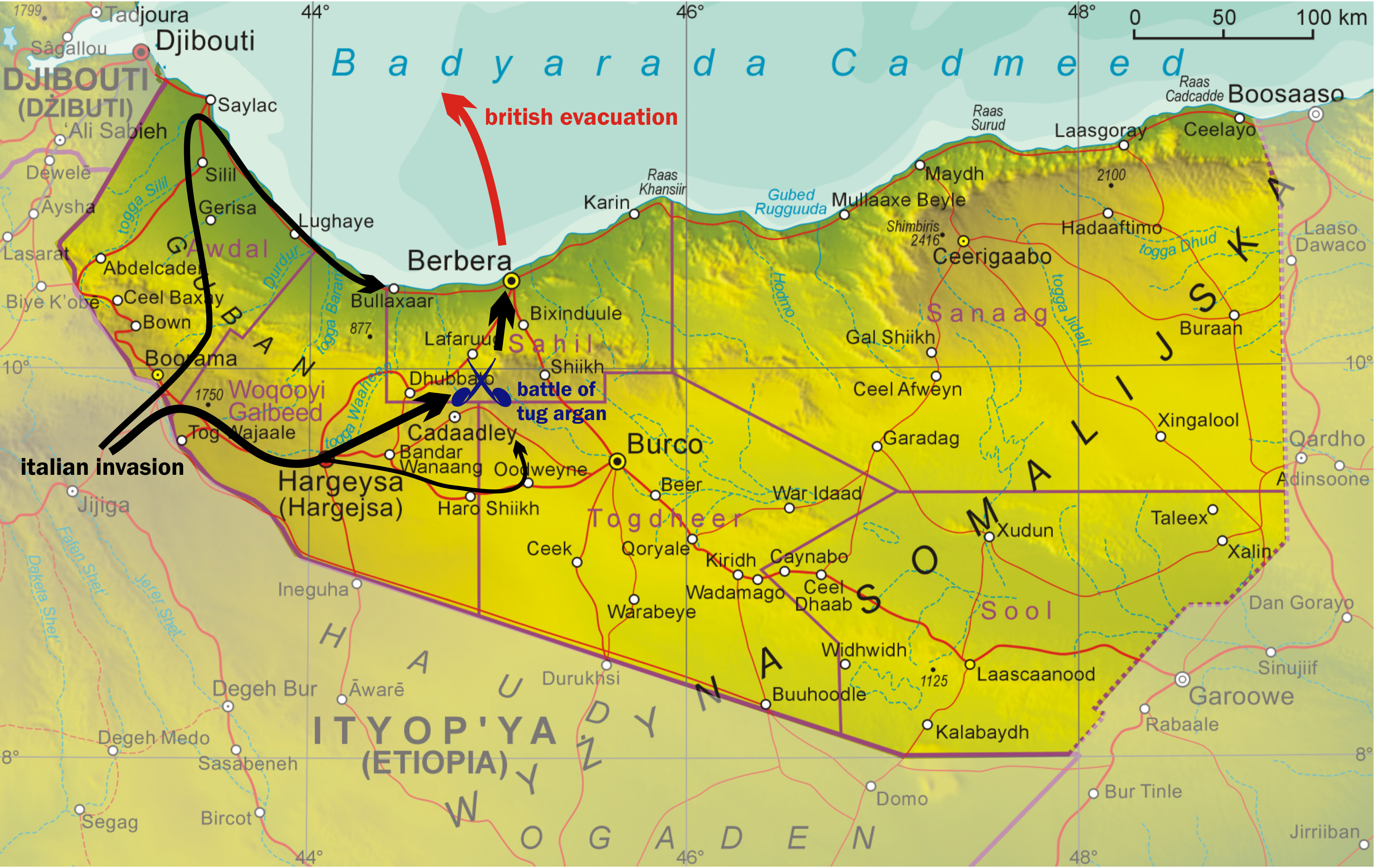
Carte du Somaliland - mouvement de troupe et lieu de la bataille de Tug Argan.

La bataille de Tug Argan oppose les Britanniques à l’Italie entre le 11 et 15 août 1940 dans le Somaliland britannique, situé dans l’actuelle Somalie. Elle débouche sur une victoire transalpine et sur la conquête de la colonie britannique et fait partie des premiers engagements de la campagne d’Afrique de l’Est.
Les forces italiennes viennent de lancer l’invasion du Somaliland, une colonie de peu d’importance stratégique et mal défendue. Elles se dirigent vers la capitale Berbera via la vallée asséchée de Tug Argan, dans la chaîne montagneuse d’Assa. Les Britanniques tentent de s’opposer à leur progression depuis des positions fortifiées dans les collines environnantes. Après quatre jours de combats intenses, les Italiens finissent par submerger les Britanniques qui doivent se replier sur Berbera.
Cette défaite met en péril les positions britanniques dans le Somaliland et le haut-commandement doit se résoudre à une évacuation navale de la garnison de Berbera. L’Italie peut alors s’emparer de la région entière, ce que la propagande fasciste ne tarde pas à glorifier en dépit du peu d’importance stratégique de cette conquête.

## Contexte
À la fin de la bataille de France, Benito Mussolini tourne son regard vers l’Afrique. Il est à la recherche de gloire militaire à exploiter par sa propagande et cherche à démontrer la capacité de son pays à mener une guerre en parallèle de celle de l’Allemagne. Le Somaliland apparaît comme la cible idéale. C’est une colonie mal défendue, dont la conquête paraît accessible alors même que les forces italiennes en Afrique de l’Est n’ont pas la logistique pour soutenir une campagne au long cours. À défaut d’être de qualité, les troupes sont nombreuses avec vingt-neuf brigades coloniales comprenant plusieurs bataillons d’infanterie et de l’artillerie légère, principalement concentrées autour d’Addis-Abeba. Les Italiens peuvent aussi compter sur une soixantaine de tanks légers et 183 avions, tant de chasse que des bombardiers légers et moyens.
Les forces italiennes sont largement plus nombreuses que les britanniques dont les maigres forces coloniales sont dispersées au Nord et à l'Est de l'Afrique. La Cyrénaïque et le Soudan sont autant menacés que le Somaliland et le commandement anglais ne peut y positionner que des unités limitées, pour défendre une possession peu importante, dénuée d'infrastructures, de capacités productives ou de ressources. Jusqu'en décembre 1939, les Britanniques sont prêts à laisser tomber la colonie en cas d'invasion, mais le général Archibald Wavell, nouvellement nommé comme chef des armées britanniques en Afrique, parvient à convaincre l'état-major de défendre le Somaliland. Cinq bataillons d'origines variées sont rassemblés au début du mois d'août, dont deux bataillons sikhs et le 2d King's African Rifles qui arrive d'Aden. Les unités indiennes sont bien équipées et composées de soldats professionnels, complétant utilement les troupes rhodésiennes inexpérimentées.
Berbera est la capitale et la seule ville et port important de la colonie. Par conséquent, elle est l'objectif de l'invasion. Dans l'élaboration de leur stratégie de défense, les Anglais ne peuvent que constater que la frontière avec l'Éthiopie est trop longue et sans barrière naturelle, empêchant de constituer une ligne de défense efficace. En revanche, l'arrière-pays somalien est plus escarpé et difficile d'accès pour les véhicules, permettant aux Britanniques de se concentrer sur la couverture des deux routes praticables pour Berbera, qui passent par le désert depuis les villes d'Hargeisa pour l'une et de Burao pour l'autre. En outre, la route la plus directe passe par la dépression de Tug Argan, au milieu des collines d'Assa, lesquelles peuvent constituer des positions défensives intéressantes. Néanmoins, la dépression en elle-même est plate et ouverte et ne peut aisément être défendue par une force peu nombreuse.
La défaite de la France accroît la précarité de la position britannique. En effet, les Anglais ne peuvent plus compter sur leur allié qui contrôle Djibouti, au nord-ouest du Somaliland. Plus encore, le régime de Vichy peut constituer un adversaire pour le Royaume-Uni. Or, les forces françaises à Djibouti sont plus nombreuses que les quelques garnisons de l'Empire britannique au Somaliland. Si le général Paul le Gentilhomme, commandant des forces françaises d'Afrique de l'Est ne rejoint pas Vichy et décide de poursuivre la lutte à Djibouti, il ne tarde pas à être démis de son commandement par ses supérieurs le 22 juillet. Il doit fuir en territoire allié pour s'y réfugier et son successeur s'empresse de s'assurer de la paix avec l'Italie, laissant le Somaliland britannique à la merci d'une invasion.
Le 3 août, le général Guglielmo Nasi lance ses 35 000 hommes, dont beaucoup de troupes locales, à l'offensive depuis Harar. Les Italiens sont organisés en trois colonnes. Celle de gauche progresse au nord, vers la côte et la localité de Zeila avant de bifurquer vers Berbera depuis l'est. Celle de droite procède à un mouvement similaire plus au sud, le long de la route de Burao. La colonne principale, au centre, est dirigée par Carlo De Simone et doit progresser vers le Tug Argan, droit vers Berbera. Dès le 6 août, Hargeisa tombe, obligeant les troupes britanniques à fuir avec leurs chameaux. Le 8 août, la progression reprend après deux jours de flottement au sein du commandement italien. Le 10 août, de Simone arrive dans la dépression de Tug Argan. Une première attaque est prévue le lendemain. Dans le même temps, le général Alfred Reade Godwin-Austen relève Arthur Chater pour prendre le commandement de l'ensemble des troupes anglaises au Somaliland. Chater conserve la tête des forces du front de Tug Argan.

## La bataille
Le commandement britannique a pleinement conscience de l’intérêt stratégique de Tug Argan dans la défense du Somaliland. Il y déploie l’ensemble de ses maigres troupes. Une unité de la Black Watch est envoyée rapidement en camion dans le village de Laferug, au fond de la dépression, dans la soirée du 10 août. L’état-major d’une brigade est basé à proximité, à Barkasan. Dans le même temps, les bataillons déjà présents se retranchent tout au long de l’arc de cercle qui entoure la dépression. Sur leur droite, les Britanniques ont placé trois compagnies du 3/15 Punjab Regiment, contrôlant plusieurs points fortifiés surplombant la route. L’aile gauche est couverte par d’autres unités indiennes, faisant face au sud depuis la crête justement appelée Punjab Ridge. La dépression elle-même est défendue par des forces rhodésiennes. Elles se positionnent sur ligne de buttes rocailleuses dénommées, du nord au sud, Black, Knobbly, Mill, Observation et Castle Hills, espacées irrégulièrement de 2 000 à 25 000 mètres et situées à l’entrée de la dépression. Chacune d’entre elles constitue un véritable bastion où installer des nids de mitrailleuses entourées de barbelés. Ces positions sont la clé de voûte de la défense britannique dont la chute entraînerait la défaite. Néanmoins, le manque d’effectifs pour couvrir l’entièreté du front et la distance entre chacune de ces buttes rend la tâche des défenseurs ardue. En outre, la disposition sur une même ligne des différentes buttes interdit toute profondeur stratégique aux Britanniques et les expose à la moindre percée des Italiens.
Dès la fin du 10 août, les premiers signes de la progression itialienne apparaissent. La colonne de De Simone est précédée par des réfugiés somaliens qui se dirigent en masse vers la passe de Mirgo, sur la gauche britannique. Une patrouille de chameliers britanniques engage brièvement quatre véhicules blindés italiens mais les échanges de tirs effraient les chameaux et contraignent les Britanniques à battre en retraite. D’autres éclairent signalent que les blindés et l’infanterie italiennes évitent sans difficultés des mines placées par les Alliés avant la dépression. Les positions anglaises les plus avancées sont rapidement abandonnées et alors que les derniers hommes se replient, l’artillerie italienne soutenue par l’aviation bombarde les collines et des contingents éthiopiens ainsi que des forces de la milice volontaire pour la sécurité nationale, des troupes de seconde zone, mènent des attaques infructueuses au début de la matinée. Dans le même temps, De Simone positionne sa force principale face aux Britanniques. Sur sa gauche, la Brigade II se prépare à avancer à travers le désert vers les troupes indiennes au nord. Au centre, la Brigade XIV fait face aux Rhodésiens et la Brigade XV est en face de la Punjab Ridge. La Brigade XIII et des véhicules blindés sont tenus en réserve.
Le 11 août à 7h30, les Italiens s'élancent à l'assaut de la dépression de Tug Argan. Des bombardiers Savoia-Marchetti SM.81 pilonnent les défenseurs britanniques de la Punjab Ridge. Après trente minutes, un bombardement d'artillerie se déclenche jusqu'à midi puis l'infanterie attaque. La Brigade II avance d'abord doucement vers les Indiens à travers le désert au nord de la route. La brigade XIV attaque les collines de Mill, Knobbly et Observation tandis que la brigade XV doit grimper sur la Punjab Ridge pour y déloger les occupants. Si la Brigade XIV est repoussée par les Rhodésiens, la Brigade XIV repousse les Indiens. Des contre-attaques infructueuses sont conduites par ceux-ci et, le 12 août, les Italiens repartent à l'assaut des collines tenues par les Rhodésiens. Celles de Black, Knobbly et Mill sont plusieurs fois assaillies par la Brigade XIV et la plus fragile d'entre elles, Mill, devient l'objet d'une pression de plus en plus forte. À 16 heures, les positions britanniques sont sur le point d'être débordées et, à la nuit tombée, elles sont abandonnées.
La journée du 13 août ne voit pas de changements sur le champ de bataille. Les attaques de la Brigade XIV sur les positions rhodésiennes sont de nouveau repoussées après d'intenses combats et la Brigade II continue de progresser à travers le désert, vers les collines septentrionales, avant de s'infiltrer à l'arrière des lignes britanniques. Elles y trouvent un convoi de ravitaillement qui est aisément dispersé. Le 14 août, la Brigade XIV est relevée du fait de ses lourdes pertes et remplacée par la Brigade XIII. Ces troupes fraîches partent à l'attaque d'Observation Hill, sans plus de succès, en dépit de l'aide de l'artillerie. La Brigade II n'a pas encore réellement engagé les Indiens et la Brigade XV n'a que peu progressé, confrontée à une contre-attaque de deux compagnies du 2nd King's African Rifles.
Le 14 août, Godwin-Austen prend conscience du danger de la situation britannique. La Brigade XV est proche de le couper de ses arrières et ses troupes sont épuisées. Le manque d'artillerie se fait cruellement ressentir, autant que l'épuisement des munitions. Il informe le général Henry Maitland Wilson, situé au Caire et qui remplace Wavell alors à Londres, qu'il doit battre en retraite. L'évacuation du Somaliland devient évident et, si elle est possible, 70 % des forces britanniques pourraient se retirer sans dommages selon ses prévisions. Wilson accepte cette requête et, le lendemain, les troupes se préparent à se replier dès la nuit tombée. Tout au long de la journée du 15, Observation Hill est attaquée par les Italiens. De Simone poursuit son offensive frontale, plutôt que de compléter sa manœuvre de flanc. À 19 heures, la Brigade XIII s'empare enfin d'Observation Hill et les Britanniques se retirent en désordre. Au crépuscule, les dernières collines toujours tenues par les Rhodésiens sont évacuées, de même que les Indiens qui se retirent alors que la Brigade II est en mesure de faire des incursions sur les positions qu'ils viennent d'abandonner. L'ensemble des forces alliées se retirent vers Berbera et abandonnent définitivement la dépression de Tur Argan.

## Conséquences
Le retrait britannique permet aux Italiens d'envahir le Somaliland et la ville de Berbera. Au moment de l'évacuation des unités de la Black Watch, du 2e bataillon des King's African Rifles et du 1/2 Punjab Regiment forment l'arrière-garde positionnée à Barakasan et chargée de couvrir la retraite. La Royal Navy procède à l'évacuation le 16 août, sans être entravée par l'aviation italienne, ce qui constitue une surprise. Il est possible que les autorités italiennes ont considéré plausible l'éventualité d'un traité de paix proche les incitant à la modération mais sans certitude. Le 19 août, toutes les unités ont été évacuées, y compris l'arrière-garde. Ce sont entre 5 300 et 5 700 hommes qui rallient Aden, tandis que les Italiens, un temps ralentis par les bombardements du HMS Ceres, investissent Berbera le 19 août. La chute du Somaliland apparaissait difficilement évitable et les Britanniques n'ont souffert que de peu de pertes, avec seulement 38 morts, 102 blessés et 120 disparus. Dix pièces d'artillerie sont aussi laissées sur place et prises par les Italiens. Ces derniers déplorent des pertes plus élevées avec 465 morts et 1 530 blessés.
La perte du Somaliland met en colère le Premier ministre Winston Churchill qui s'agace de l'enthousiasme de Mussolini. Il s'en prend plus particulièrement au général Wavell, estimant que les faibles pertes reflètent une forme de couardise et demandant qu'une enquête soit menée à propos de l'attitude du général Godwin-Austen. Wavell répond en précisant que des lourdes pertes ne reflètent en rien une bonne tactique, ce qui accroît la colère de Churchill et contribue à réduire l'influence de Wavell au sein du haut-commandement britannique.
En dépit des réactions de colère de Churchill et de joie de Mussolini, cette campagne n'a qu'une influence minime sur la suite des combats. Pour les Britanniques, cette défaite est surtout un coup porté à leur prestige mais le Somaliland en tant que tel est une colonie secondaire dont la perte n'a guère d'importance stratégique. D'une certaine façon, elle libère le commandement britannique d'avoir à y déployer des effectifs pouvant être utilisés ailleurs. Néanmoins, les Italiens auraient pu mieux exploiter ce succès en capitalisant dessus plus rapidement mais de fortes pluies et des problèmes de ravitaillement en ont décidé autrement.